# Martin Malia
Martin Edward Malia, né à Springfield le 14 mars 1924 et mort à Oakland le 19 novembre 2004, est un historien américain, spécialiste de l'URSS. 

## Biographie
Né dans le Massachusetts, Martin Malia, après avoir effectué des études de français et de russe pendant la Seconde Guerre mondiale à Yale (1941-1944), devint officier de liaison en Alaska en 1945 où il entra en contact avec des officiers soviétiques qui lui donnèrent un aperçu des réalités du régime.
Il poursuivit ensuite ses études à Harvard, où il s'orienta vers l'histoire. Il fut le premier Américain « élève étranger » à l'École normale supérieure de la rue d'Ulm au début des années 1950, expérience qui fit de lui un francophile averti. Lors d'un séjour en URSS au début des années 1960, il en fut expulsé et ne put y retourner qu'à la fin des années 1980 alors que la période de la glasnost était bien avancée.
Professeur-assistant à l'université Harvard (1954-1958), il devint professeur d'histoire des idées à Berkeley (1958-1991). En France, où il donna des cours notamment à l'École des hautes études en sciences sociales, au Collège de France et à l'Institut d'études politiques de Paris, il était proche de la revue trimestrielle Commentaire, fondée par Raymond Aron en 1978. C'est en France qu'il fit paraître en 1980 son premier livre, Comprendre la révolution russe, tiré de son cours au Collège de France.
Classé parmi les historiens conservateurs, Martin Malia annonça en 1990 l'échec de la perestroïka dans un article publié sous le pseudonyme de « Z » qui connut un certain retentissement. Il y expliquait notamment que Gorbatchev échouerait parce qu'il restait trop « communiste » et que le système soviétique n'était pas réformable. Par la suite, il a développé cette analyse au regard de la théorie du totalitarisme. Il présentait le régime « totalitaire » soviétique comme reposant sur quatre piliers intangibles : « le rôle dirigeant du parti [...], la planification économique autoritaire, la police politique, et l'idéologie obligatoire ». Selon Malia, toucher à l'un de ces piliers, tous indispensables au maintien du système, revenait à provoquer son « écroulement total ». Gorbatchev aurait donc été un « apprenti sorcier », incapable de contrôler les forces libérées par la politique de glasnost.
Dans La Tragédie soviétique, Martin Malia qualifie l'idéologie marxiste de « fantasmagorie », de « pseudo-science, pseudo-religion » et de « plus grand fantasme de l'époque pour l'Ouest industrialisé ». Défenseur du libéralisme, Martin Malia visait à « délégitimer le communisme » et estimait qu'il fallait cesser de recourir « à deux poids et deux mesures pour juger le communisme et le nazisme », considérant que « le Goulag vaut bien Auschwitz ».

## Publications
- Comprendre la révolution russe (préface par Alain Besançon), Éditions du Seuil, Paris, 1980, 244 p.
- La Tragédie soviétique. Histoire du socialisme en Russie, 1917-1991, Éditions du Seuil, coll. « Points Histoire », Paris, 1995, 686 p.
- L'Occident et l'énigme russe : du cavalier de bronze au mausolée de Lénine, Éditions du Seuil, Paris, 2003, 533 p.
- Histoire des Révolutions, Éditions Tallandier, Paris, 2008, 462 p. ; rééd. Éditions du Seuil, coll. « Points Histoire », Paris, 2010